# Pyrrhopyge martena
Espèce
Pyrrhopyge martena est une espèce de lépidoptères (papillons) de la famille des Hesperiidae, de la sous-famille des Pyrginae, de la tribu des Pyrrhopygini et du genre Pyrrhopyge.

## Dénomination
Pyrrhopyge martena a été nommé par William Chapman Hewitson en 1869.

### Nom vernaculaire
Pyrrhopyge martena se nomme Martena Firetip en anglais.

## Description
Pyrrhopyge martena est un papillon au corps trapu marron, aux côtés du thorax marqués de rouge et à l'extrémité de l'abdomen orange. 
Les ailes sont de couleur marron foncé avec une bordure marginale orange,  large aux ailes postérieures qui présentent sur leur revers une marque basale rouge continuée par une ligne rouge le long du bord costal.

## Écologie et distribution
Pyrrhopyge martena est présent en Équateur.

### Biotope
Pyrrhopyge martena réside en altitude. 

### Protection
Pas de statut de protection particulier.